# Chaetogyne vexans
Chaetogyne vexans är en tvåvingeart som först beskrevs av Christian Rudolph Wilhelm Wiedemann 1830.  Chaetogyne vexans ingår i släktet Chaetogyne och familjen parasitflugor. Inga underarter finns listade i Catalogue of Life.